# Meta monogrammata
Meta monogrammata är en spindelart som beskrevs av Butler 1876. Meta monogrammata ingår i släktet Meta och familjen käkspindlar.
Artens utbredningsområde är Queensland. Inga underarter finns listade i Catalogue of Life.